# ستو (باكينجهامشير)
ستو (بالإنجليزية: Stowe, Buckinghamshire)‏ هي قرية و أبرشية مدنية تقع في المملكة المتحدة في إنجلترا. يقدر عدد سكانها بـ 886 نسمة .